# La muerte llama al arzobispo
La muerte llama al arzobispo (título original en inglés, Death Comes for the Archbishop) es una novela de la estadounidense Willa Cather, publicada en 1927. Trata de los intentos de un obispo católico y un sacerdote de establecer una diócesis en el Territorio de Nuevo México. En 2005, la revista Time la situó entre las cien mejores novelas escritas en inglés desde 1923. y la lista de la Modern Library de las 100 mejores novelas en inglés del siglo XX, y fue elegida por los escritores del oeste de EE UU como la 7.ª mejor "novela del oeste" del siglo XX.

## Resumen de la trama o fábula ("mythos")
El personaje principal o protagonista es un arzobispo, Jean Marie Latour, quien viaja con su amigo y vicario Joseph Vaillant desde Sandusky, Ohio, hasta Nuevo México para hacerse cargo de la recientemente establecida archidiócesis de Nuevo México, que acaba de convertirse en un territorio de los Estados Unidos. Los nombres que se dan a los principales proponentes reflejan sus personajes. Vaillant, valiente, no tiene miedo a la hora de promulgar su fe, mientras que Latour, la torre, es más intelectual y reservado que su camarada.
En el momento de marcharse, Cincinnati es el final de la línea ferroviaria hacia el oeste, de manera que Latour debe viajar por el río hasta el golfo de México, y desde allí, por tierra, hasta Nuevo México, un viaje que le lleva todo un año. Pasa el resto de su vida estableciendo la lglesia católica en Nuevo México, donde muere a una edad avanzada.
La novela retrata a dos misioneros franceses bienintencionados y devotos que se encontrarán enfrente a clérigos hispanos (mexicanos) bien atrincherados, a los que van a suplantar después de que los Estados Unidos incorporen Nuevo México y las diócesis del nuevo estado hayan sido reorganizadas por la Santa Sede.
Varios de estos sacerdotes atrincherados son presentados como ejemplos de avaricia y glotonería, mientras que otros viven vidas simples y abstemias entre los nativos americanos. Cather retrata a los pueblos hopi y navajo con simpatía, y sus personajes expresan la práctica futilidad de superponer su religión a la milenaria cultura nativa. Las vívidas descripciones del paisaje hacen del terreno un personaje principal. Una escena donde un sacerdote y su guía nativo americano se refugian en una antigua cueva durante una tormenta de nieve es especialmente memorable por su soberbio retrato de las fuerzas combinadas de la naturaleza y la cultura.

## Alusiones a otras obras: fuentes, intelectualidad...
- Aparecen referencias a la Literatura, concretamente a:James Fenimore Cooper, Blaise Pascal, Agustín de Hipona y Madame de Sévigné.
- Se menciona música de Giuseppe Verdi, Johann Sebastian Bach, y Stephen Foster.
- Se mencionan obras pictòricas de El Greco, Rafael, Tiziano, Jehan Georges Vibert y Georges de La Tour.

## Alusiones y referencias a hechos de la Historia real
- La novela se basa en la vida de Jean-Baptiste Lamy, es una crónica parcial de la construcción de la Basílica Catedral de san Francisco de Asís.
- Se mencionan figuras históricas como Popé, los Penitentes, el papa Gregorio XVI, John C. Frémont, Kit Carson, y el apóstol Pablo.
- Se mencionan acontecimientos históricos como la guerra en Italia, Bosque Redondo y Pike's Peak Gold Rush.
- "The Padre of Isleta",[5] Anton Docher es identificado como el personaje del Padre de Baca.[6]